# Gilbert Marnette
Gilbert Marnette, né le 17 mai 1931 à Vottem et mort le 17 mai 1993, est un footballeur international belge actif durant les années 1950 et 1960. Il joue durant toute sa carrière au poste de défenseur central et compte un titre de champion de Belgique à son palmarès.

## Carrière en club
Vers la fin des années 1940, Gilbert Marnette jouait au RRC Vottem. Il fait ses débuts dans l'équipe première du Standard de Liège en 1951. Le jeune défenseur doit se contenter d'un rôle de remplaçant durant ses premières saisons et il ne dispute notamment pas la finale de la Coupe de Belgique 1954 remportée par son équipe. Par la suite, il reçoit plus souvent sa chance et finit par s'imposer comme titulaire. Il participe activement à la conquête du premier titre de champion de Belgique du Standard remporté en 1958. Ses bonnes prestations durant la saison lui permettent d'être appelé en équipe nationale belge en avril 1958 pour disputer une rencontre amicale. Grâce à ce titre, le club est qualifié pour la prochaine Coupe des clubs champions, où il est le premier club belge à remporter un match, atteignant même les quarts de finale où il est stoppé par le Stade de Reims de Just Fontaine.
En 1960, Gilbert Marnette quitte le Standard pour rejoindre l'UR Namur, tout juste promue en Division 2. Il apporte son expérience à Namur durant trois saisons, lui évitant la relégation au niveau inférieur. En 1963, il revient en région liégeoise et s'engage au RFC Tilleur, qui évolue également en deuxième division. Un an plus tard, le club termine vice-champion et est promu en Division 1. Gilbert Marnette retrouve ainsi le plus haut niveau national mais après deux bonnes saisons conclues en milieu de classement, l'équipe termine dernière en 1967 et doit redescendre au niveau inférieur. À 36 ans, le joueur décide alors de mettre un terme à sa carrière.

### Statistiques
| Saison                | Club                  | Championnat           | Championnat | Championnat | Coupe(s) nationale(s) | Coupe(s) nationale(s) | Compétition(s) continentale(s) | Compétition(s) continentale(s) | Compétition(s) continentale(s) | Total | Total |
| Saison                | Club                  | Division              | M.          | B.          | M.                    | B.                    | Comp.                          | M.                             | B.                             | M.    | B.    |
| 1951-1952             | Standard de Liège     | Division 1            | -           | -           | 0                     | 0                     | -                              | 0                              | 0                              | 0     | 0     |
| 1952-1953             | Standard de Liège     | Division 1            | -           | -           | 0                     | 0                     | -                              | 0                              | 0                              | 0     | 0     |
| 1953-1954             | Standard de Liège     | Division 1            | -           | -           | -                     | -                     | -                              | 0                              | 0                              | 0     | 0     |
| 1954-1955             | Standard de Liège     | Division 1            | -           | -           | -                     | -                     | -                              | 0                              | 0                              | 0     | 0     |
| 1955-1956             | Standard de Liège     | Division 1            | -           | -           | -                     | -                     | -                              | 0                              | 0                              | 0     | 0     |
| 1956-1957             | Standard de Liège     | Division 1            | -           | -           | 0                     | 0                     | -                              | 0                              | 0                              | 0     | 0     |
| 1957-1958             | Standard de Liège     | Division 1            | -           | -           | 0                     | 0                     | -                              | 0                              | 0                              | 0     | 0     |
| 1958-1959             | Standard de Liège     | Division 1            | -           | -           | 0                     | 0                     | C1                             | 6                              | 0                              | 6     | 0     |
| 1959-1960             | Standard de Liège     | Division 1            | -           | -           | 0                     | 0                     | -                              | 0                              | 0                              | 0     | 0     |
| Sous-total            | Sous-total            | Sous-total            | -           | -           | -                     | -                     | -                              | 6                              | 0                              | 6     | 0     |
| 1960-1961             | UR Namur              | Division 2            | -           | -           | 0                     | 0                     | -                              | 0                              | 0                              | 0     | 0     |
| 1961-1962             | UR Namur              | Division 2            | -           | -           | 0                     | 0                     | -                              | 0                              | 0                              | 0     | 0     |
| 1962-1963             | UR Namur              | Division 2            | -           | -           | 0                     | 0                     | -                              | 0                              | 0                              | 0     | 0     |
| Sous-total            | Sous-total            | Sous-total            | -           | -           | 0                     | 0                     | -                              | 0                              | 0                              | 0     | 0     |
| 1963-1964             | RFC Tilleur           | Division 2            | -           | -           | -                     | -                     | -                              | 0                              | 0                              | 0     | 0     |
| 1964-1965             | RFC Tilleur           | Division 1            | -           | -           | -                     | -                     | -                              | 0                              | 0                              | 0     | 0     |
| 1965-1966             | RFC Tilleur           | Division 1            | -           | -           | -                     | -                     | -                              | 0                              | 0                              | 0     | 0     |
| 1966-1967             | RFC Tilleur           | Division 1            | -           | -           | -                     | -                     | -                              | 0                              | 0                              | 0     | 0     |
| Sous-total            | Sous-total            | Sous-total            | -           | -           | -                     | -                     | -                              | 0                              | 0                              | 0     | 0     |
| Total sur la carrière | Total sur la carrière | Total sur la carrière | 1           | -           | -                     | -                     | -                              | 6                              | 0                              | 7     | 0     |

### Palmarès
- Une fois champion de Belgique en 1958 avec le Standard de Liège.

## Carrière en équipe nationale
Gilbert Marnette compte une convocation et un match joué en équipe nationale belge. Celui-ci a lieu le 13 avril 1958 lors d'un match amical contre les Pays-Bas et se solde par une défaite 2-7.
Le tableau ci-dessous reprend toutes les sélections de Gilbert Marnette. Le score de la Belgique est toujours indiqué en gras.
| Date       | Compétition  | Adversaire | Lieu   | Score | Remarque |
| ---------- | ------------ | ---------- | ------ | ----- | -------- |
| 13/04/1958 | Match amical | Pays-Bas   | Anvers | 2-7   |          |